# LIFE (大沢誉志幸のアルバム)
『LIFE』（ライフ）は、大沢誉志幸の5作目のスタジオ・アルバム。

## 解説
前作『in・Fin・ity』と同じくPINKのホッピー神山に加え、新たにサックスプレーヤーの矢口博康を編曲に迎えている。1曲目から6曲目まで作詞・作曲共に大沢が担当している。「クロール」と「Time passes slowly」は、シングル「クロール」のA面/B面として1986年5月21日に先行リリースされたが、本作のLPレコード盤には収録されなかった。

## リリース
1986年8月1日にEPICソニーよりLPレコードとCDでリリース（カセット未発売）。1993年10月1日にはデジタルリマスター盤CDで再リリースされた。現行盤は2013年7月17日ソニー・ミュージックダイレクトよりリリースのBlu-spec CD2となっている。

## 収録曲

### LPレコード
| 全編曲: ホッピー神山（特記以外）。 |                                        |            |            |       |
| #                                  | タイトル                               | 作詞       | 作曲       | 時間  |
| 1.                                 | 「I'm not living (But) I'm not dying」 | 大沢誉志幸 | 大沢誉志幸 | 5:23  |
| 2.                                 | 「Planet love」                        | 大沢誉志幸 | 大沢誉志幸 | 4:25  |
| 3.                                 | 「Blue-Break-Blue」(編曲: 矢口博康)    | 大沢誉志幸 | 大沢誉志幸 | 4:30  |
| 合計時間:                          | 合計時間:                              | 合計時間:  | 合計時間:  | 14:18 |

| 全編曲: ホッピー神山（特記以外）。 |                                                            |            |            |       |
| #                                  | タイトル                                                   | 作詞       | 作曲       | 時間  |
| 1.                                 | 「ジェランディア（願望国）」(編曲: ホッピー神山・矢口博康) | 大沢誉志幸 | 大沢誉志幸 | 4:53  |
| 2.                                 | 「雨のecho」(編曲: 矢口博康)                               | 大沢誉志幸 | 大沢誉志幸 | 3:35  |
| 3.                                 | 「ガラスの部屋」                                           | 大沢誉志幸 | 大沢誉志幸 | 6:31  |
| 合計時間:                          | 合計時間:                                                  | 合計時間:  | 合計時間:  | 14:59 |

#### CD
| 全編曲: ホッピー神山（特記以外）。 |                                                            |                |                |       |
| #                                  | タイトル                                                   | 作詞           | 作曲           | 時間  |
| 1.                                 | 「I'm not living (But) I'm not dying」                     | 大沢誉志幸     | 大沢誉志幸     | 5:23  |
| 2.                                 | 「Planet love」                                            | 大沢誉志幸     | 大沢誉志幸     | 4:25  |
| 3.                                 | 「Blue-Break-Blue」(編曲: 矢口博康)                        | 大沢誉志幸     | 大沢誉志幸     | 4:30  |
| 4.                                 | 「ジェランディア（願望国）」(編曲: ホッピー神山・矢口博康) | 大沢誉志幸     | 大沢誉志幸     | 4:53  |
| 5.                                 | 「雨のecho」(編曲: 矢口博康)                               | 大沢誉志幸     | 大沢誉志幸     | 3:35  |
| 6.                                 | 「ガラスの部屋」                                           | 大沢誉志幸     | 大沢誉志幸     | 6:31  |
| 7.                                 | 「クロール」                                               | 銀色夏生       | 大沢誉志幸     | 6:09  |
| 8.                                 | 「Time passes slowly」                                     | ボブ・ディラン | ボブ・ディラン | 4:05  |
| 合計時間:                          | 合計時間:                                                  | 合計時間:      | 合計時間:      | 39:31 |

### 楽曲解説
1. I'm not living (But) I'm not dying
バックコーラスに岡村靖幸が参加。
2. Planet love
3. Blue-Break-Blue
4. ジェランディア（願望国）
児童合唱団がコーラスに参加。
5. 雨のecho
6. ガラスの部屋
7. クロール
シングル・バージョンとやや異なる。
8. Time passes slowly
訳題は「時はのどかに流れてゆく」。シングル「クロール」のB面曲。

## 参考資料
- アルバム『LIFE』（EPICソニー、1986年）
- アルバム『TraXX －Yoshiyuki Ohsawa Single Collection』（ソニー・ミュージックダイレクト、2010年）